# Puzzle en spirale
 (décembre 2019).
 (janvier 2022).
Le contenu est difficilement compréhensible vu les erreurs de traduction, qui sont peut-être dues à l'utilisation d'un logiciel de traduction automatique.
Pour les articles homonymes, voir Spirale (homonymie).

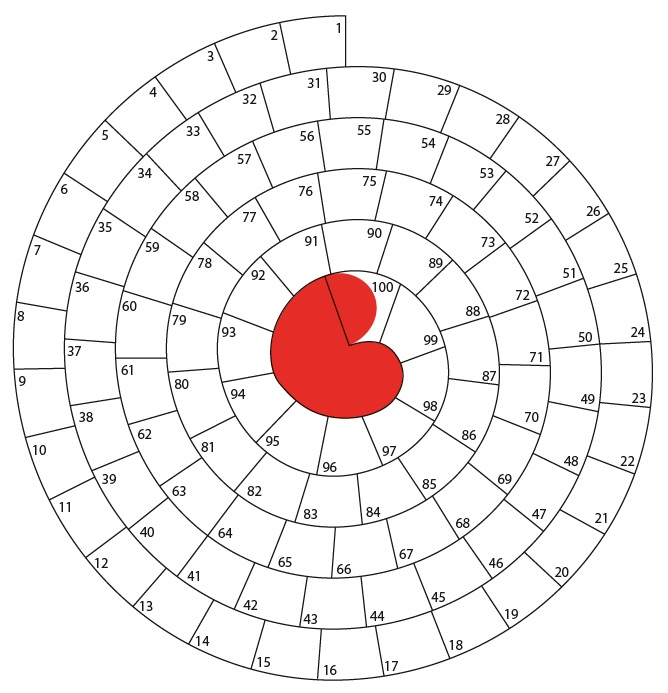
Puzzle en spirale frisonne

Un puzzle en spirale est un jeu sur les mots dont les lettres sont des pièces élémentaires qui, accolées, forment une spirale. Une puzzle en spirale est essentiellement une longue chaîne de mots dans deux directions : dans le sens antihoraire vers l'intérieur, et dans le sens horaire vers l'extérieur (pour des spirales dites tournant à droite). Les pièces s'enroulent tel un serpentin. Les mots à entrer à remplir dans le sens antihoraire sont entrées dans les cases 1 à 100. Les mots qui doivent être entrés dans le sens des aiguilles d'une montre fournissent un autre ensemble de mots qui doivent être entrés de 100 à 1. La solution finale peut consister en un certain nombre de cases. 

## Indices
Une description telle que 20-25 signifie que la première lettre du mot doit être entrée dans la case 20 et la dernière lettre dans la case 25. La réponse demandée dans cet exemple comporte donc cinq lettres. Par exemple « 20-25 - capitale de la France » et « 26-33 - figure symbolique de la République française »). Le prochain indice commence alors à la case 25 et ainsi de suite jusqu'au centre de la spirale. Ainsi, chaque pièce, recevant une et une seule lettre, d'un puzzle en spirale, est utilisée deux fois: une entrée et une fois dans le sens sortant, c'est-à-dire vers l'extérieur de la spirale, et une fois à rebours, dans le sens entrant, vers l'intérieur de la spirale. Les mots recherchés sont donc dans deux directions. L'absence de croisement des mots rend les énigmes en spirale plus difficiles à résoudre. Pour certains puzzles en spirale plus difficiles, la numérotation dans la spirale est manquante.

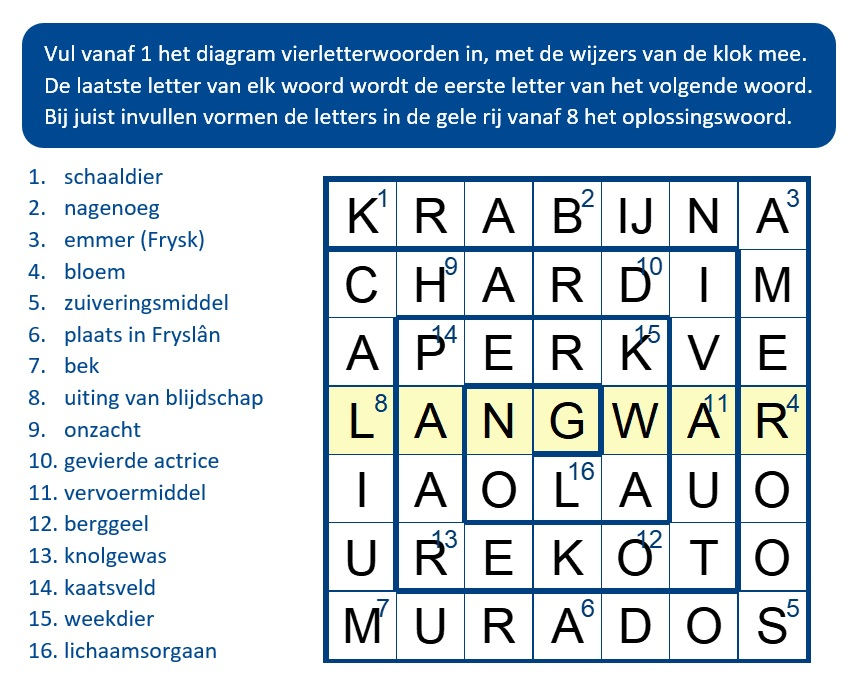
spirale dans une direction

## Énigmes en spirale dans une direction
Il existe également des énigmes en spirale dans lesquelles les mots ne doivent être entrés, et lus, que dans une seule direction. La dernière lettre d'un mot devient la première lettre du mot suivant. Sans ce partage des dernières-premières, ce casse-tête n'est plus qu'un quiz avec l'apparence d'un casse-tête. Pour obtenir des puzzles en spirale plus difficiles, la numérotation dans la spirale est manquante leur auteur peut supprimer la numérotation dans la spirale.

## Des variantes
- Il existe également des casse-tête où une spirale doit être placée avec des pièces du puzzle[7].
- Casse-têtes de trois dimensions peuvent être démontées sous-entend qu'il puisse être démonté. Les pièces individuelles doivent ensuite être réassemblées. La façon correcte de les tourner et de les pousser, est liée à la « spirale » dans ces énigmes 3D[8].

## Liens
- (fy) Frysk Puzelboekje 4 1989 Afûk, Ljouwert (56 pag.)  (ISBN 90-6273-411-1)